# Minneapolis
Minneapolis è una città degli Stati Uniti d'America, città principale del Minnesota e capoluogo della contea di Hennepin. La città è situata nella parte sud-orientale del Minnesota, lungo le sponde del Mississippi poco a nord della confluenza con il fiume Minnesota.
Con la vicina capitale dello Stato Saint Paul, forma la cosiddetta area metropolitana delle Twin Cities (città gemelle), sedicesima area metropolitana più popolosa degli Stati Uniti con una popolazione complessiva di oltre 3 500 000 abitanti.
Nell'area cittadina si trovano oltre venti laghi e aree umide, le rive del Mississippi, numerosi torrenti e cascate, molti di questi sono collegati da un sistema di parchi. Fu proprio l'abbondanza di acqua a suggerire ai fondatori il nome della città. Il nome Minneapolis deriva infatti dall'unione dei termini mni, che significa acqua in Lingua dakota e polis, città in greco.
La città è anche nota con il nomignolo di "Città dei laghi" oppure "Mill City", in passato infatti l'attività economica principale era la molitura del grano.

## Storia
Fino all'arrivo degli esploratori francesi, intorno al 1680, gli unici abitanti dell'area erano i Sioux Dakota. La costruzione di Fort Snelling, edificato nel 1819 dall'esercito, incentivò la colonizzazione delle zone circostanti. Gli Stati Uniti fecero pressione sulla tribù Mdewakanton dei Dakota affinché vendessero i loro territori per permettere l'insediamento dei coloni provenienti da est. 

### La nascita della città
Nel 1856 la Minnesota Territorial Legislature autorizzò la costruzione di un villaggio sulla riva occidentale del Mississippi, questo divenne una città nel 1867, anno in cui venne attivata la ferrovia tra Minneapolis e Chicago, al 1872 risale invece la fusione con la confinante città di St. Anthony situata sulla riva orientale del fiume.
Benché non ci fosse ancora nessuna comunità ad ovest delle cascate di Saint Anthony, la prima commissione della contea scelse questo sito come sede della contea di Hennepin. Furono proposti diversi nomi per la nuova località, il primo selezionato fu "Albion". Tuttavia, di fronte ad alcune reticenze, furono proposti successivamente altri nomi. Finalmente fu scelto "Minneapolis", dopo che un professore propose "Minnehapolis" al St. Anthony Express, giornale locale che pubblicò l'idea il 5 novembre 1852, la quale fu adottata una settimana più tardi.
La costruzione originaria della città fu realizzata parallelamente al fiume che scorreva verso sud-est, allo scopo di massimizzare la quantità di terra che poteva essere impiegata. La crescita ulteriore di Minneapolis si sviluppò con la realizzazione delle strade, principalmente nei sensi nord-sud ed est-ovest, permettendo così la nascita di numerose intersezioni (la più celebre è probabilmente quella dei "sette angoli" (seven corners in inglese), sul lato est del centro della città).

### Gli sviluppi della città
Dopo essersi sviluppata inizialmente grazie all'industria del legno, l'economia della città si orientò verso la trasformazione cerealicola grazie alla presenza delle Grandi Pianure nelle vicinanze. Con la nascita delle prime multinazionali del settore come General Mills o Pillsbury, Minneapolis fu spesso soprannominata "la capitale delle industrie molitorie" perché fino al 1932 fece parte della regione con la più elevata produzione di grano al mondo.
Minneapolis si espanse intorno alle cascate di Saint Anthony, le più elevate del Mississippi. La forza di queste cascate alimentava numerosissimi mulini, tra il 1880 e il 1930 si raggiunse la massima espansione dello sfruttamento dell'energia idraulica. Le foreste del Minnesota settentrionale fornivano il legname lavorato dalle 17 segherie alimentate dalle cascate. Nel 1871 la riva occidentale ospitava 23 industrie tra le quali mulini per cereali, lavorazione del ferro, industrie ferroviarie e industrie per la lavorazione del cotone, del legname e cartiere. Gli agricoltori delle Grandi Pianure coltivavano il grano che veniva trasportato con i treni verso i 34 mulini gestiti da grandi aziende come Pillsbury e General Mills. Intorno al 1905, Minneapolis forniva circa il 10% della farina e del grano dell'intero paese.

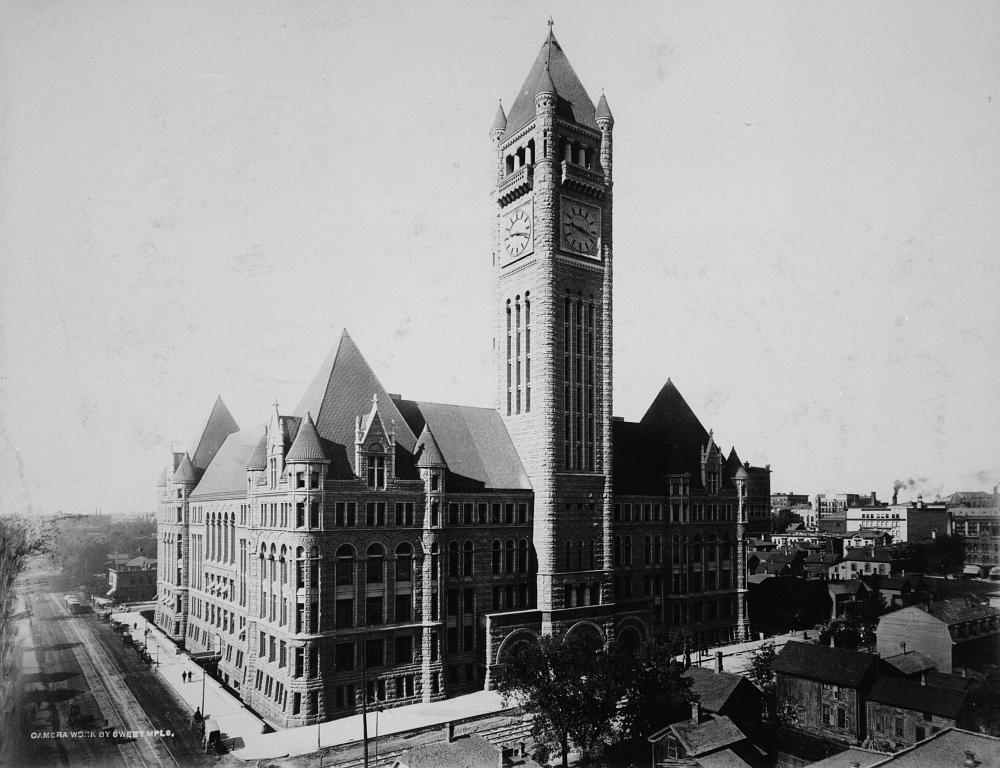
Minneapolis City Hall (1929)

Il picco dell'attività molitoria fu raggiunto tra il 1910 e il 1915, in seguito l'avvento di nuove forme di energia erose il vantaggio locale delle cascate di Saint Anthony a favore di aree più vicine ai luoghi di produzione del grano. A partire dal 1930 molti mulini chiusero e i raccordi ferroviari utilizzati per alimentarli vennero smantellati.

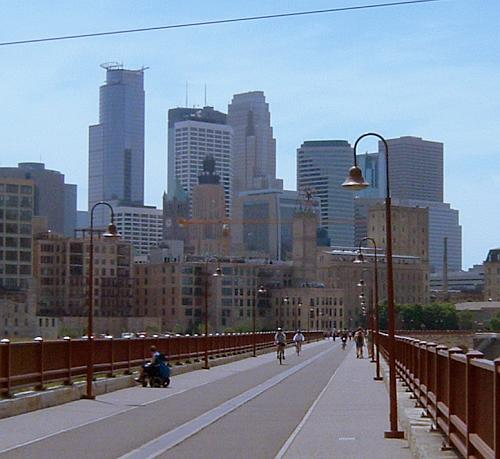
Vista di Minneapolis dallo Stone Arch Bridge nel 2003

Il cuore pulsante dell'attività economica cittadina divenne il distretto centrale dove sorgevano numerosi edifici amministrativi come il Minneapolis City Hall che fino al 1929 era l'edificio più elevato dello Stato. A partire dalla Grande depressione si ebbe una decadenza del centro cittadino a causa della scarsa manutenzione e, dopo la seconda guerra mondiale, dello spostamento dei residenti verso aree suburbane.
Gli anni Venti e Trenta costituirono un periodo relativamente nero per la reputazione di Minneapolis con lo sviluppo del crimine organizzato e della corruzione, rappresentati dal più celebre "padrino" dell'epoca: Kid Cann (il cui vero nome era Isadore Blumenfeld). Per rimediare a questi problemi, fu lanciato un vasto piano di rinnovamento urbano con la distruzione di circa 200 edifici (all'incirca il 40% della città), tanto insalubri quanto talvolta dall'architettura ricercata. Uno dei più rimpianti fu il Metropolitan Building, più noto sotto il nome di «the Met», che aveva raccolto numerosi sostegni (infine senza successo) relativamente alla sua conservazione. Questo evento ha in ogni caso contribuito ad una relativa presa di coscienza degli abitanti e dei dirigenti riguardo alla preservazione del patrimonio cittadino.
Benché non fosse mai stata ufficializzata, la segregazione razziale fra neri e bianchi era diffusa. Oggi certi problemi persistono ancora, sebbene nel 1972 fosse stato intrapreso un programma educativo per contrastarli. Mentre la diversità etnica si accentua, alcune comunità come gli Amerindi o gli Afroamericani si lamentano di essere spesso bersaglio delle discriminazioni della polizia.
Tra il 1950 e il 1960 venne praticamente raso al suolo l'intero Gateway District, l'area centrale della città, in seguito alla demolizione di circa 200 edifici compresi in un'area di circa 25 isolati, venne completamente ristrutturato l'assetto urbanistico della città con la costruzione di nuove arterie di traffico e nuovi edifici.
Il secondo periodo tormentato per la città riguardò gli anni Novanta, in cui il tasso di criminalità e la crescente influenza delle bande di strada tornò ad aumentare considerevolmente, soprattutto nei quartieri più poveri: fra loro, il quartiere "Phillips" fu pienamente coinvolto da questo flagello. Dopo aver raggiunto un numero record di 97 omicidi nel 1995, Minneapolis ricevette il soprannome di "Murderapolis" (dall'inglese murder = delitto). In origine, questo pseudonimo riguardava un magazzino di armi locali; esso fu reso popolare dal New York Times, che lo utilizzò quando la città superò il tasso di criminalità per abitante di New York. Nonostante l'insicurezza sia diminuita negli anni seguenti, il termine è talvolta ancora utilizzato nei periodi di ritorno della violenza.

### Nel ventunesimo secolo

#### Disastro del ponte
Il 2 agosto 2007 il ponte a 8 corsie della strada statale 35W crolla in orario di punta (alle 18). Una cinquantina di autoveicoli precipitano nel Mississippi. Il bilancio è di 12 morti e un numero imprecisato di dispersi.

#### Omicidio di George Floyd
Tra il 25 ed il 26 maggio 2020 viene diffuso via Internet un filmato ritraente l'arresto di George Floyd, uomo afroamericano di quarantasei anni, deceduto nel corso dello stesso arresto a causa della pressione esercitata sul suo collo dal ginocchio di Derek Chauvin, uno dei quattro poliziotti intervenuti, come dimostrato dalle successive indagini: tale manovra fisica è stata motivata da un'apparente resistenza all'arresto da parte di Floyd. Ne segue l'immediato licenziamento di tutti e quattro i poliziotti coinvolti, nonché la condanna dell'accaduto da parte del sindaco Jacob Frey, che ha inoltre richiesto l'incriminazione degli stessi. Lo stesso Frey ha dichiarato che la manovra adottata da Chauvin non era prevista da alcun protocollo d'azione della polizia, ed ulteriori filmati hanno dimostrato che la vittima non aveva opposto la resistenza conclamata dai poliziotti.
L'opinione pubblica ha immediatamente condannato il gesto dando avvio a rivolte violente in tutta Minneapolis, prendendo d'assalto diversi negozi, oltre ad assediare l'abitazione di Chauvin, in seguito alla diffusione dei dati personali dell'uomo. L'evento ha ridato vita alle accuse di condotta razzista da parte della polizia di Minneapolis, e lo stesso vice-presidente del consiglio cittadino, Andrea Jenkins, ha riconosciuto una discriminante razzista nell'accaduto, sostenuta da diverse testate internazionali. Molti esponenti politici statunitensi, tra cui la speaker della Camera Nancy Pelosi e il governatore del Minnesota Tim Walz, hanno etichettato il decesso di Floyd come «omicidio».
In risposta a tali eventi, l'FBI è stata mobilitata per compiere delle indagini sull'accaduto. L'università del Minnesota ha dichiarato attraverso un comunicato di aver rotto ogni accordo contrattuale opzionale con il dipartimento di polizia di Minneapolis. La vicenda ha coinvolto anche il movimento Black Lives Matter, che ha commemorato Floyd durante una manifestazione a Los Angeles e San Francisco il 27 maggio seguente. Il 28 maggio 2020 Walz ha mobilitato ufficialmente la Guardia nazionale per sedare i disordini; nello stesso giorno, un rivoltoso viene ucciso da un colpo d'arma da fuoco in un negozio di pegni, mentre la folla accerchia la sede del Terzo distretto della polizia di Minneapolis, appiccando un incendio che travolge l'intera struttura. Il 29 maggio 2020, poco dopo il dispiegamento di 500 militari della Guardia nazionale a Minneapolis, Chauvin viene posto in stato di arresto.

## Geografia fisica

### Clima

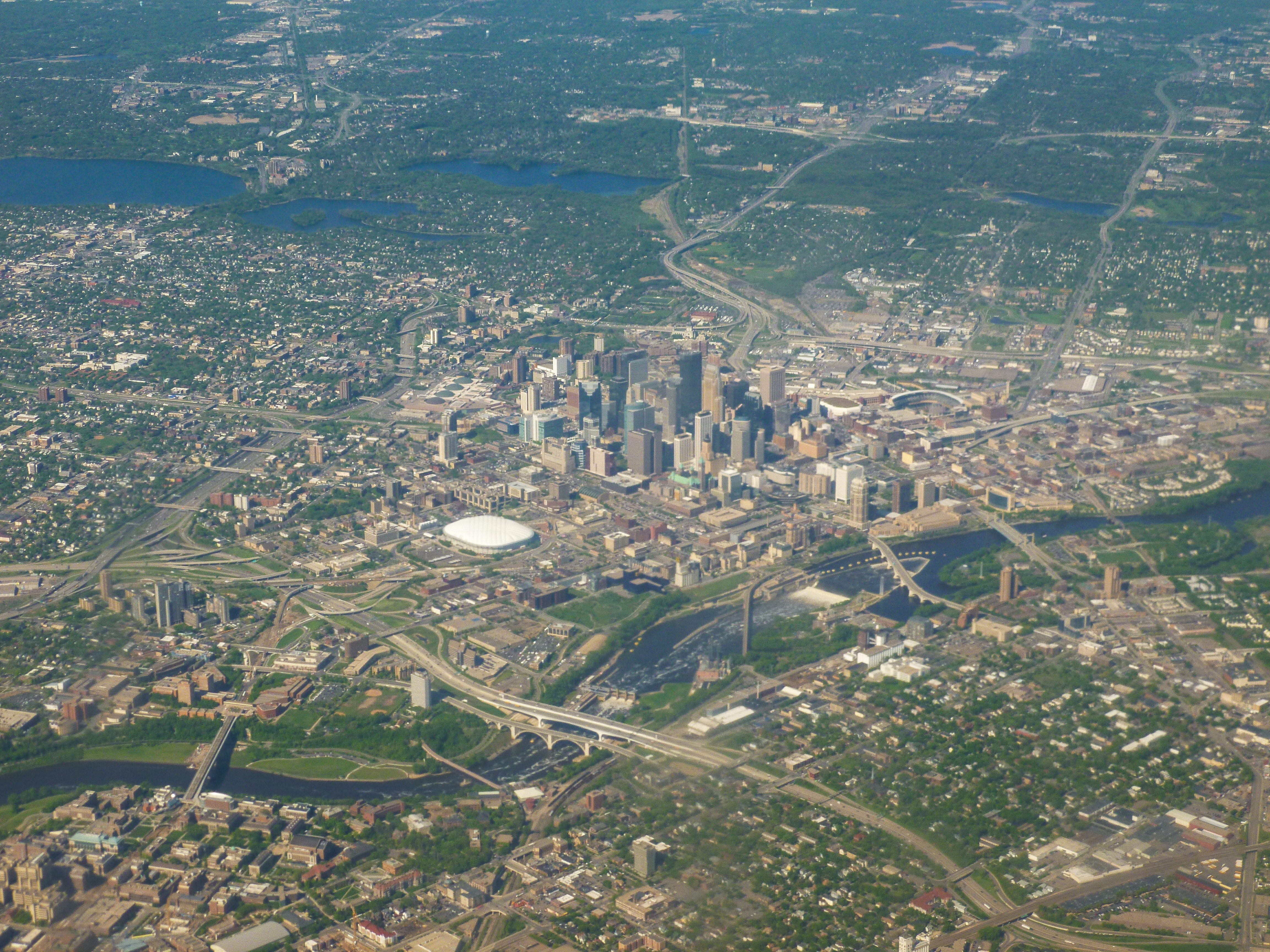
Fotografia in aereo del centro di Minneapolis

Minneapolis ha un clima continentale, tipico del Midwest settentrionale. L'inverno è freddo in rapporto alla latitudine e relativamente secco, mentre l'estate è calda e umida. Nella classificazione climatica di Köppen, Minneapolis cade nella zona a clima continentale con estate calda e umida (Dfa). La città sperimenta una gamma completa di precipitazioni e di eventi legati alle condizioni atmosferiche, come neve, nevischio, ghiaccio, pioggia, temporali, tornado, ondate di calore, e nebbia. La temperatura più alta mai registrata a Minneapolis è di 42 °C nel luglio 1936, mentre la temperatura più bassa mai registrata è stata di −41 °C, nel gennaio 1888. L'inverno più nevoso è stato il 1983-84, quando caddero 250 cm di neve. Per effetto della sua posizione moderatamente settentrionale negli Stati Uniti e alla mancanza nelle vicinanze di grandi specchi d'acqua in grado di "ingentilire" il clima, Minneapolis è talvolta soggetta a masse d'aria provenienti da molto a nord che portano freddo "artico", soprattutto durante i mesi di gennaio e febbraio. Con una temperatura media di gennaio di −10,8 °C e una temperatura media annuale di 7,4 °C l'area di Minneapolis-St. Paul risulta l'area metropolitana più fredda degli Stati Uniti esclusa l'Alaska. D'inverno, risulta tra le metropoli più fredde a livello mondiale. La media di luglio è invece di 23 °C.
Nella parte centro-settentrionale della città transita il 45º parallelo nord.

## Amministrazione

### Gemellaggi
- Santiago del Cile
- Kuopio
- Novosibirsk
- Tours
- Harbin
- Eldoret
- Uppsala

## Cultura

### Musica
Nei primi anni ottanta Minneapolis è stata teatro di una scena Hardcore punk nella quale gruppi di punta furono Hüsker Dü, The Replacements e Soul Asylum, tutti fondamentali per lo sviluppo dell'Alternative rock.
Ma più della scena hardcore punk, Minneapolis è famosa nella storia della cultura musicale statunitense per avere dato i natali a Prince. A lui e a produttori di fama internazionale come Jimmy Jam e Terry Lewis si deve la nascita negli anni ottanta del passato secolo di quel fenomeno musicale, vero marchio di fabbrica, denominato "Minneapolis Sound".

## Infrastrutture e trasporti

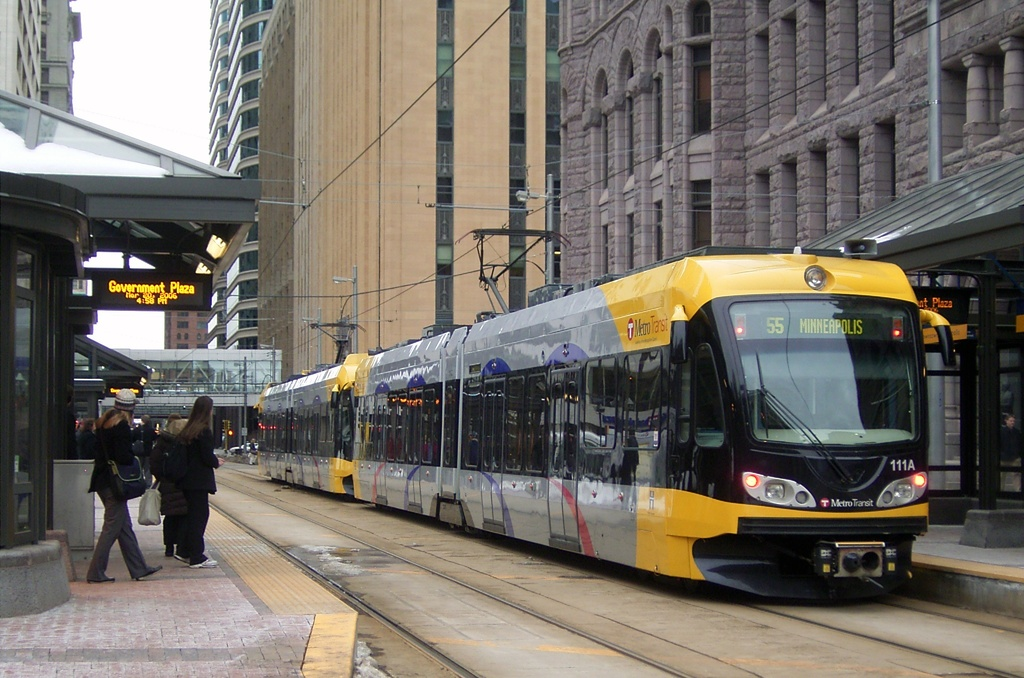
Tram in transito sulla linea blu.

Il principale gestore del trasporto pubblico locale è l'azienda Metro Transit, che si occupa della gestione della rete automobilistica, dalla rete tranviaria e dal servizio ferroviario suburbano Northstar.
È servita dall'Aeroporto Internazionale di Minneapolis-Saint Paul-Wold-Chamberlain, connesso alla città mediante la linea tranviaria blu, le strade statali MN 5, MN 77 e MN 66 e l'autostrada Interstate 494.

## Sport

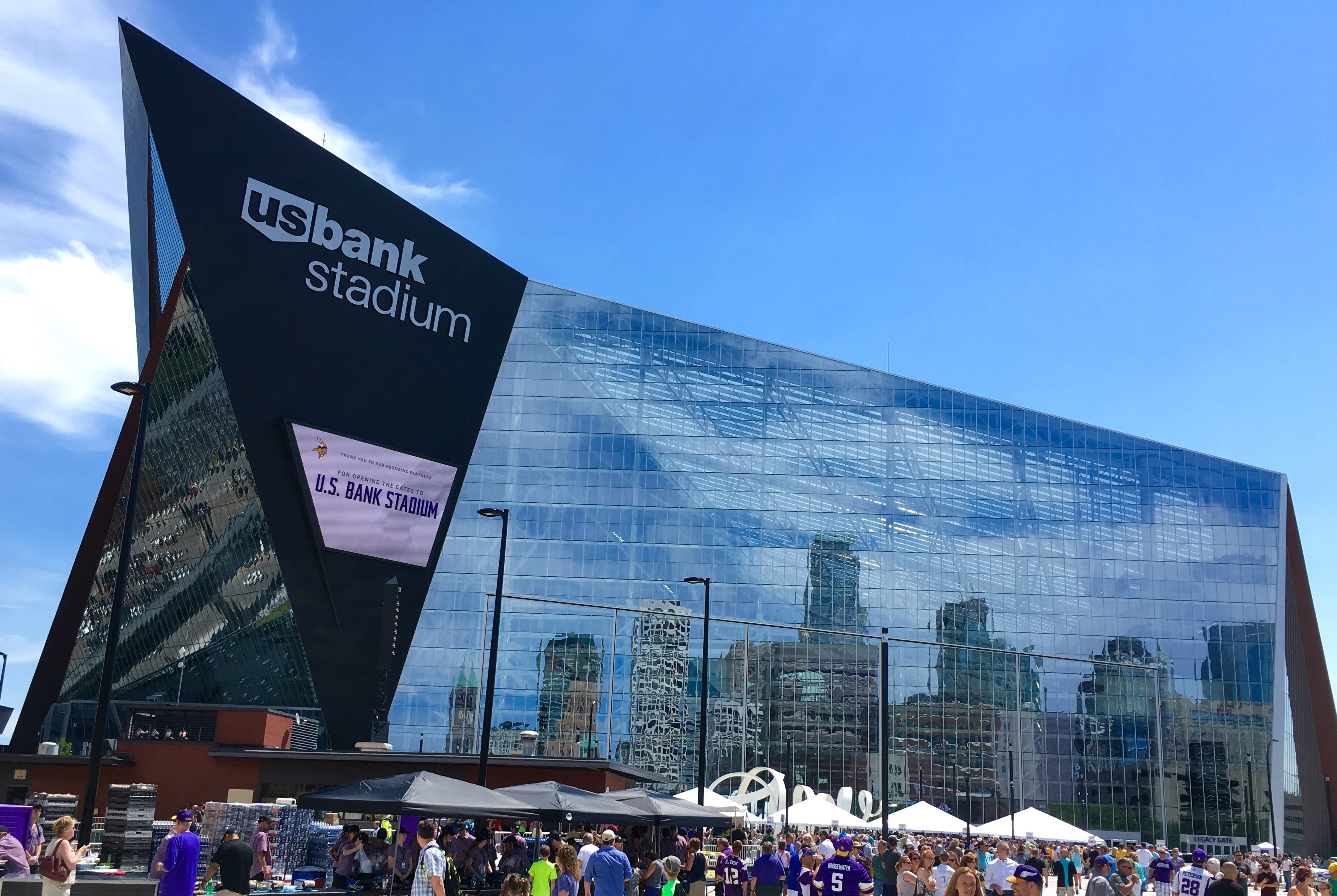
U.S. Bank Stadium, stadio dei Vikings

Minneapolis è rappresentata in 3 tra le principali leghe professionistiche statunitensi:
- Minnesota Vikings (NFL) - football americano
- Minnesota Timberwolves (NBA) - pallacanestro
- Minnesota Lynx (WNBA) -pallacanestro femminile
- Minnesota Twins (MLB) - baseball